# 埃曼氏毛鼻鯰
埃曼氏毛鼻鯰（学名：Trichomycterus emanueli），為輻鰭魚綱鯰形目毛鼻鯰科的其中一種。分布於南美洲哥倫比亞Chama河流域，體長可達17.4公分。

## 扩展阅读
維基物種上的相關：埃曼氏毛鼻鯰